# Sclerocrinidae
Famille
Les Sclerocrinidae constituent une famille de crinoïdes (échinodermes), de l'ordre des Cyrtocrinida.

## Nourriture et mode de vie
La thèque est compacte, souvent asymétrique, et attachée obliquement. Elle peut être fusionnée avec la colonne. De petites plaques basales peuvent être présentes. La cavité radiale est peu profonde, de diamètre variable. Les plaques radiales n'ont généralement pas de projections interradiales. Les bras sont robustes, de taille et de nombre réduits. Les primibrachiaux 1 et 2 peuvent être fusionnés. Les brachiaux peuvent être bipinnulés (2 pinnules par brachial). La longueur de la colonne est variable.

## Liste desgenres
Selon World Register of Marine Species (7 mai 2014) :
- genre Neogymnocrinus Hess, 2006
  - Neogymnocrinus richeri (Bourseau, Améziane-Cominardi & Roux, 1987)
- genre Pilocrinus Jaekel, 1907 †